# Volo Iran Air 655
Il volo Iran Air 655 (IR 655) era un volo di linea della Iran Air da Teheran a Dubai.
Il 3 luglio 1988 un Airbus A300B2-203 che operava il volo, mentre sorvolava lo Stretto di Hormuz, venne colpito da un missile terra-aria lanciato dall'incrociatore USS Vincennes della US Navy, che ne causò la distruzione e l'uccisione di tutti i 290 passeggeri, compresi 66 bambini.
L'incidente del volo 655 è attualmente l'ottavo più grave accaduto nel mondo per numero di vittime, il più grave avvenuto nell'Oceano Indiano e il più grave che ha visto coinvolto un A300. Al momento dell'abbattimento il Vincennes navigava in acque territoriali iraniane e il volo IR 655 si trovava nello spazio aereo iraniano.
Secondo il governo degli Stati Uniti, l'equipaggio del Vincennes scambiò l'A300 per un caccia F-14 Tomcat dell'Aeronautica militare iraniana, mentre per il governo iraniano il Vincennes abbatté intenzionalmente il velivolo civile. L'evento generò una grande quantità di polemiche negli Stati Uniti; alcuni analisti accusarono il comando militare statunitense e il comandante del Vincennes di aver tenuto un comportamento sconsiderato e aggressivo in una zona già pericolosamente sotto tensione. Il governo degli Stati Uniti espresse rammarico per la perdita di vite umane, ma non ammise di aver commesso errori, né presentò scuse ufficiali al governo iraniano.
Nel 1996, presso la Corte internazionale di giustizia di L'Aia, Stati Uniti e Iran raggiunsero "un pieno accordo in merito a tutte le dispute, le differenze di opinione, le richieste e le controrichieste". Come parte della risoluzione, gli Stati Uniti accettarono di pagare a titolo di risarcimento complessivo alle famiglie delle vittime 61,8 milioni di dollari, equivalenti a 213.103 dollari per passeggero, non esprimendo tuttavia delle scuse formali.

## Nazionalità di passeggeri ed equipaggio
Secondo la documentazione presentata dall'Iran alla Corte di Giustizia, a bordo dell'aereo vi erano 274 passeggeri e 16 membri dell'equipaggio.
| Nazionalità         | Passeggeri | Equipaggio | Totale |
| ------------------- | ---------- | ---------- | ------ |
| Iran                | 238        | 16         | 254    |
| Emirati Arabi Uniti | 13         | 0          | 13     |
| India               | 10         | 0          | 10     |
| Pakistan            | 6          | 0          | 6      |
| Jugoslavia          | 6          | 0          | 6      |
| Italia              | 1          | 0          | 1      |
| Totale              | 274        | 16         | 290    |

## Antefatto
La guerra Iran-Iraq era cominciata nel 1980, ma a partire dall'aprile 1988, quando si cominciò ad assistere a ripetuti attacchi verso petroliere e navi mercantili provenienti o dirette ai paesi del Golfo Persico, gli Stati Uniti inviarono delle unità della US Navy per tutelare la navigazione (operazione Earnest Will). Lo USS Vincennes, incrociatore Classe Ticonderoga agli ordini del comandante William C. Rogers III ed equipaggiato con il nuovo sistema AEGIS, salpò dal porto di San Diego il 25 aprile e giunse in Bahrain il 29 maggio.

### Lo stretto di Hormuz
Lo Stretto di Hormuz nel suo punto di minor larghezza misura 54 km (29 NM); per poterlo attraversare le navi passano necessariamente in acque territoriali appartenenti a Iran e Oman. Durante la guerra con l'Iraq, le forze iraniane, secondo quanto sancito dal diritto internazionale, potevano perquisire tutte le navi mercantili che attraversavano lo stretto in cerca di armi destinate all'Iraq.

## L'incidente
L'A300, pilotato dal comandante Rezaian Mohsen, decollò da Bandar Abbas alle 10:17 (UTC +03:30), con un ritardo di 27 minuti rispetto all'orario di partenza previsto, e fu immediatamente autorizzato dal controllore di volo a procedere lungo l'aerovia Amber 59 che l'avrebbe portato a Dubai dopo solamente 28 minuti di volo. L'aereo trasmetteva regolarmente sul transponder e per tutta la durata del volo le comunicazioni radio vennero effettuate in inglese.
La stessa mattina il Vincennes stava attraversando lo stretto di Hormuz di ritorno da un servizio di scorta, quando un suo elicottero che stava perlustrando la zona fu bersaglio di alcuni colpi di armi da fuoco provenienti da un battello iraniano di tipo gunboat. Il Vincennes fece subito rotta verso la nave nemica, ma quando entrambe le navi violarono le acque territoriali dell'Oman furono intercettate e costrette a cambiare direzione da alcune pattuglie della Regia marina dell'Oman.

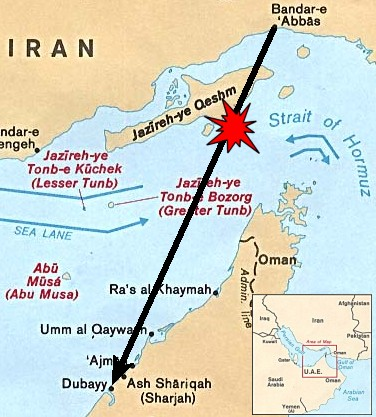
La mappa rappresenta l'origine e la destinazione del Volo 655 e la sua posizione approssimativa quando fu abbattuto.

Il Vincennes continuò l'inseguimento anche all'interno delle acque territoriali iraniane fino al momento dell'incidente, quando, alle ore 10:24, sparò due missili terra-aria SM-2MR contro quello che in un primo momento sembrò un aereo militare nemico, ma che in realtà era l'Airbus della Iran Air. L'aereo venne colpito alla coda e a un'ala ed esplose in volo, causando la morte di tutte le persone a bordo.

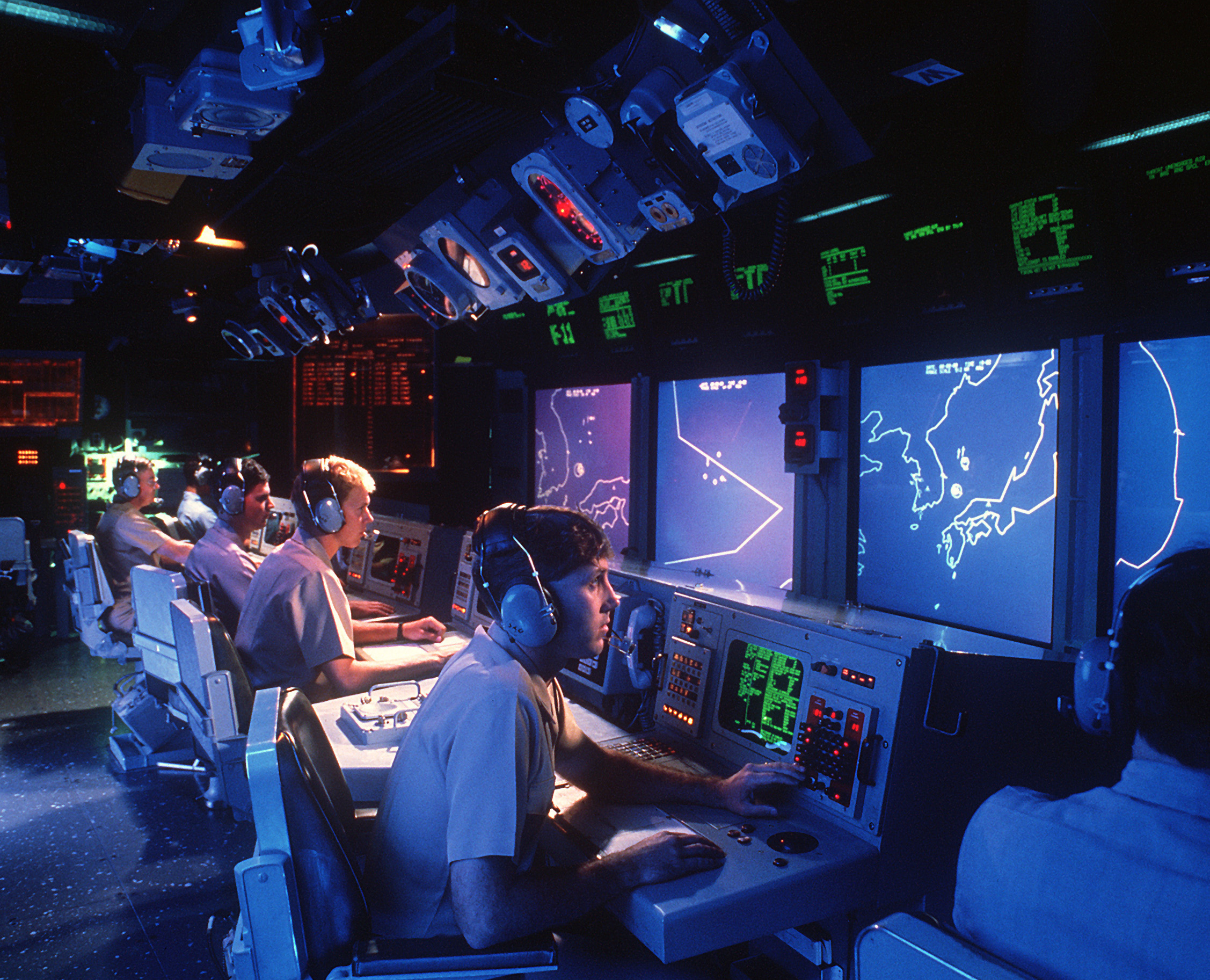
Il Combat Information Center a bordo del Vincennes

L'evento ebbe come conseguenza una violenta polemica internazionale, con l'Iran che condannò l'attacco degli Stati Uniti definendolo un "atto barbarico". A metà del luglio 1988 il Ministro degli Esteri iraniano Ali Akbar Velayati chiese al Consiglio di sicurezza delle Nazioni Unite di condannare gli Stati Uniti dicendo che l'attacco compiuto dal Vincennes "non poteva essere stato un errore" e lo definì "un atto criminale, un'atrocità e un massacro". George H. W. Bush, all'epoca Vicepresidente degli Stati Uniti d'America nell'amministrazione Reagan, difese il suo paese presso le Nazioni Unite sostenendo che l'attacco del Vincennes era da considerare un incidente di guerra avendo l'equipaggio agito in maniera appropriata in base alla situazione che si era venuta a creare; il delegato dell'Unione Sovietica chiese invece agli Stati Uniti di ritirarsi dal Golfo Persico e chiese al Consiglio di Sicurezza maggiori sforzi per porre fine alla guerra Iran-Iraq. Gli altri 13 delegati, che in un primo momento avevano preso le difese degli Stati Uniti, ammisero che il problema principale era costituito dal fatto che la risoluzione emanata nel 1987 per porre fine alla guerra Iran-Iraq era stata ignorata da tutte le parti in causa. A seguito del dibattimento venne approvata la risoluzione 616, nella quale veniva espressa "profonda angoscia" per l'attacco degli Stati Uniti, "profondo rammarico" per la perdita di vite umane e veniva sottolineata la necessità di porre fine alla guerra Iran-Iraq, così come già deliberato nel 1987.

### Memoriale del governo iraniano
Nel memoriale presentato presso la Corte internazionale di giustizia dal governo iraniano si legge che l'abbattimento del volo 655 da parte del Vincennes era stato un atto intenzionale e criminale; anche se ci fosse stata un'errata identificazione del velivolo, fatto che non veniva riconosciuto, l'attacco contro di esso fu una grave e sconsiderata negligenza, equivalente a un crimine internazionale e non a un semplice incidente.
In particolare, l'Iran espresse scetticismo in merito al presunto errore di identificazione, in quanto venne rilevato che il Vincennes disponeva dell'avanzato sistema AEGIS che aveva correttamente monitorato il volo dell'Airbus e che lo aveva identificato come modo III (cioè civile), che altre due navi militari statunitensi che operavano nella zona, la USS Sides e la USS Montgomery, avevano identificato il velivolo come civile e che in aggiunta l'A300 stava percorrendo un'aerovia internazionale. L'Iran arrivò a insinuare che, essendo l'equipaggio del Vincennes addestrato e attrezzato per gestire attacchi simultanei di decine di aerei nemici, era plausibile che "ambissero a mostrare i loro armamenti e la loro capacità".
Secondo l'Iran, gli Stati Uniti avevano in precedenza emesso un NOTAM con il quale avvisavano tutti gli aeromobili che erano a rischio di "misure difensive" se il loro decollo non fosse avvenuto da un aeroporto civile e se avessero volato al di sotto dei 2.000 piedi entro un raggio di 9 km da una nave militare. Nel memoriale si legge che "il volo 655 era decollato da un aeroporto civile ed era ben al di fuori di tali limiti quando fu attaccato";
inoltre anche se l'aereo fosse stato un F-14 nemico, il Vincennes non avrebbe avuto il diritto di abbatterlo in quanto l'aereo stava volando nello spazio aereo iraniano, non stava seguendo una traiettoria che poteva essere considerata "d'attacco" e non aveva "illuminato" il Vincennes con il suo radar.
Nella parte conclusiva del documento venne specificato che, secondo il diritto internazionale e indipendentemente da eventuali errori commessi dall'equipaggio, gli Stati Uniti dovevano essere ritenuti totalmente responsabili delle azioni delle sue navi militari,
anche perché in passato gli stessi Stati Uniti "condannarono fermamente l'abbattimento di aerei, sia civili sia militari, da parte delle forze armate di un altro Stato" e furono portati come esempio i casi del volo El Al 402, del volo Libyan Arab Airlines 114 e del volo KAL 007; inoltre venne menzionato il fatto che quando un aereo militare iracheno attaccò la USS Stark, gli Stati Uniti ritennero l'Iraq pienamente responsabile in quanto il pilota "sapeva o avrebbe dovuto sapere" che stava attaccando una nave da guerra statunitense.

### Dichiarazioni del governo degli Stati Uniti

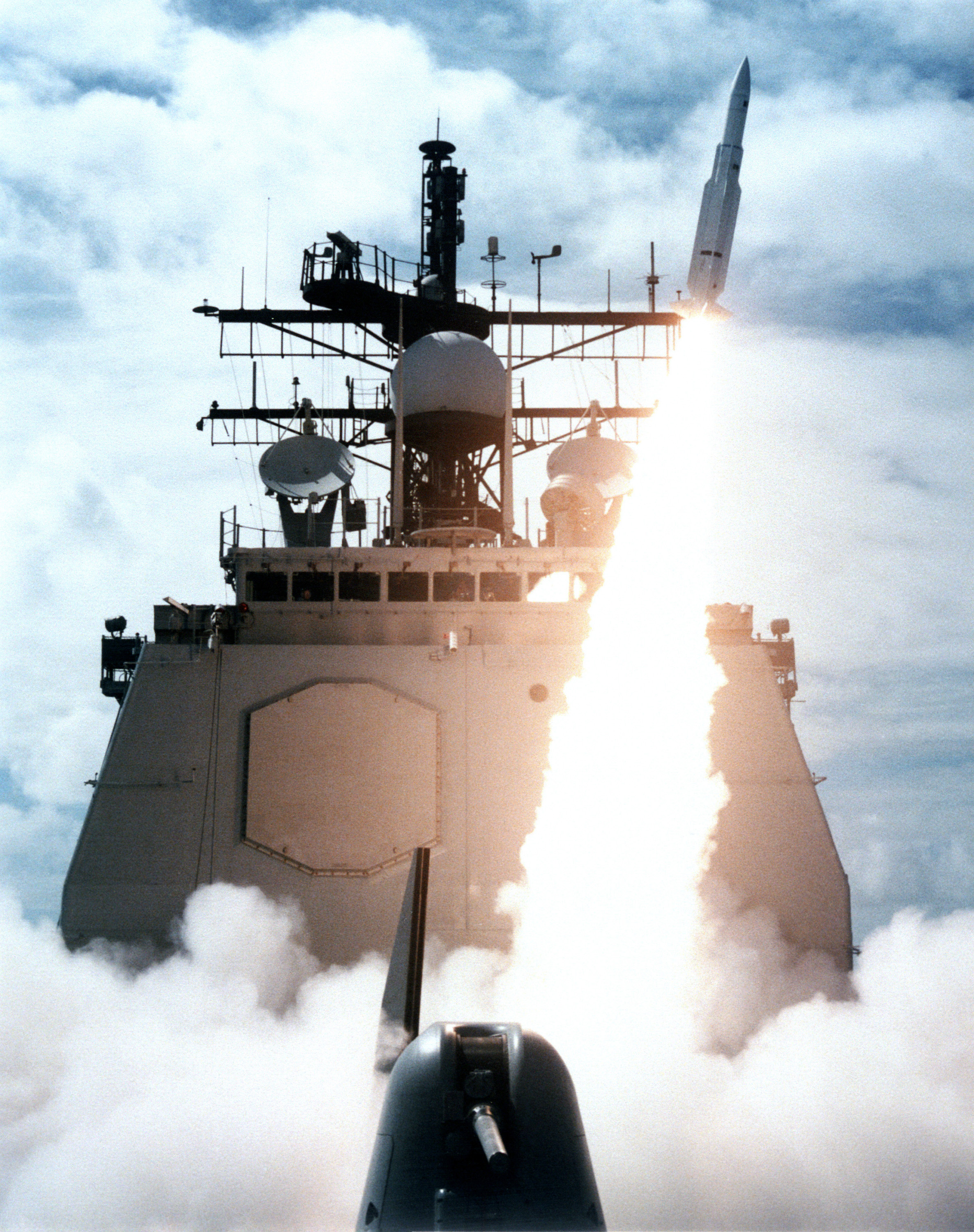
Un missile lanciato dalla Vincennes durante un'esercitazione.

Secondo il rapporto emesso dal governo degli Stati Uniti, l'equipaggio del Vincennes confuse l'aereo di linea iraniano con un aereo militare perché ne scambiò la traiettoria con quella di solito utilizzata da un F-14 Tomcat, e questo nonostante il sistema AEGIS avesse correttamente identificato la traiettoria come ascendente (e non discendente come durante un attacco). Come possibile causa dell'errore venne indicato il fatto che l'aeroporto di Bandar Abbas, da dove decollò l'Airbus, fungeva sia da base per gli F-14 iraniani sia come hub per i voli della Iran Air. Nel rapporto si legge anche che il Vincennes tentò, senza successo, di contattare l'aereo in avvicinamento per sette volte sulla frequenza di emergenza militare e per tre volte sulla frequenza di emergenza civile, ma mai sulle frequenze solitamente utilizzate per il controllo del traffico aereo; tuttavia l'Airbus non era attrezzato per ricevere comunicazioni su frequenze militari, mentre i messaggi inoltrati sul canale di emergenza civile avrebbero potuto essere indirizzati a qualsiasi aereo.
L'ammiraglio William Fogarty, in una relazione intitolata Formal Investigation into the Circumstances Surrounding the Downing of Iran Air Flight 655 on 3 July 1988 e della quale vennero rese pubbliche solamente alcune parti (parte I nel 1988 e parte II nel 1993) concluse che:
Nell'agosto del 1988 la rivista Newsweek pubblicò un articolo nel quale l'allora vicepresidente George H.W. Bush dichiarava che "gli Stati Uniti d'America non chiederanno mai scusa. Mai. Non mi interessa quali siano i fatti." Bush usò questa frase di frequente durante la sua campagna elettorale del 1988 nella quale, già mesi prima dell'attacco del luglio 1988, promise di "non chiedere scusa per gli Stati Uniti".
Il governo degli Stati Uniti espresse rammarico per la perdita di vite umane, ma non ammise mai l'errore né chiese scusa per l'incidente; il 22 febbraio 1996 accettò comunque di pagare un risarcimento ai parenti delle vittime per sospendere il procedimento in atto presso la Corte di Giustizia Internazionale.
Nell'anno 2000, in un documentario per la BBC, il governo statunitense dichiarò che era probabile che l'incidente fosse stato causato da una particolare condizione psicologica chiamata scenario fulfillment, la quale si verifica quando un intero gruppo di persone lavora sotto pressione. In una tale situazione, gli uomini addestrati per reagire a un determinato scenario credono che questo stia realmente accadendo, anche se evidenti informazioni sensoriali dovrebbero portare alla giusta comprensione degli eventi. Nel caso di questo incidente, lo scenario era quello di un attacco di un aereo nemico.

### Fonti indipendenti
L'incidente è stato analizzato da National Geographic Channel nell'episodio Un tragico equivoco andato in onda nella terza stagione della serie Indagini ad alta quota. In esso viene confermato che l'aereo stava trasmettendo i suoi dati con il transponder che lo identificava come aereo civile, ma, intervistato in merito, il comandante del Vincennes William C. Rogers III ribatté che quei dati non davano la certezza che l'aereo non fosse ostile asserendo di averlo attaccato per autodifesa, con l'intento di salvare la nave e la vita dei membri dell'equipaggio.

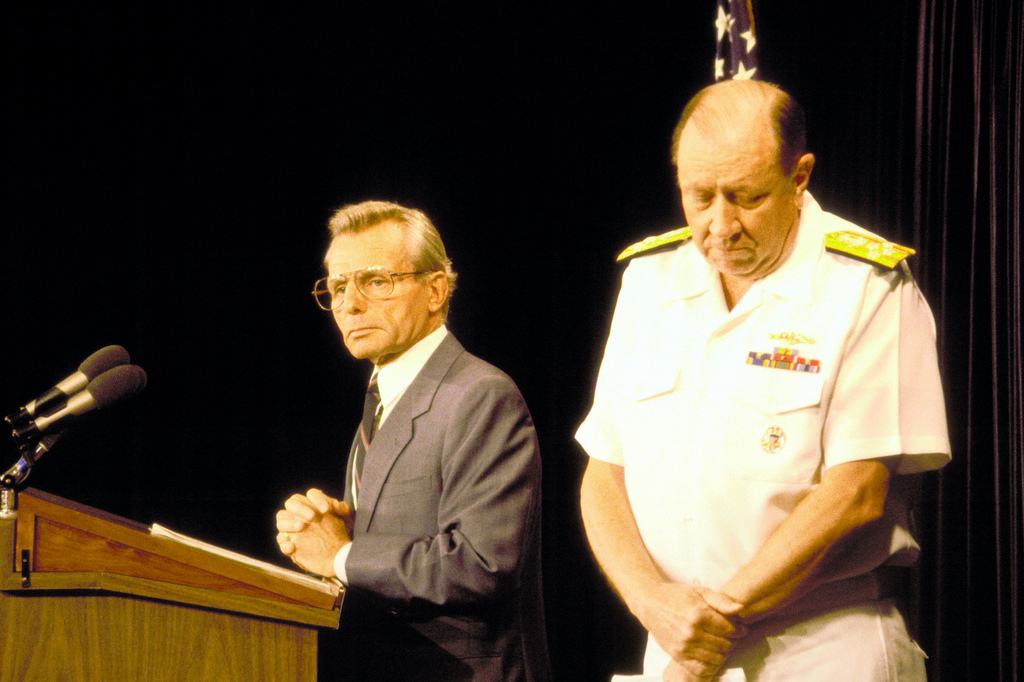
Il segretario alla difesa degli Stati Uniti Frank Carlucci e l'ammiraglio William J. Crowe durante la conferenza stampa tenuta al Pentagono il 19 agosto in seguito all'incidente del 3 luglio 1988.

In un articolo pubblicato da Newsweek il 13 luglio 1992, i giornalisti John Barry e Roger Charles affermarono che il comandante Rogers agì con negligenza e senza mettere in atto la dovuta attenzione; in aggiunta accusarono il governo degli Stati Uniti di un tentativo di insabbiamento della vicenda, ma l'ammiraglio W. J. Crowe negò quest'ultima affermazione.
L'organizzazione non governativa International Strategic Studies Association diffuse una relazione nella quale l'invio nel Golfo Persico di un incrociatore AEGIS era definito "irresponsabile" in quanto era probabile che sia l'elevato costo operativo della nave sia il comportamento tendenzialmente aggressivo del suo comandante abbiano giocato un ruolo importante nella genesi dell'incidente.
Nel 1991, durante il programma televisivo Nightline, l'ammiraglio William J. Crowe, contrariamente a quanto sostenuto dalla US Navy, ammise che il Vincennes si trovava in acque territoriali iraniane quando lanciò i missili, fatto che era già stato comprovato nel dicembre 1988 da una relazione dell'Organizzazione Internazionale dell'Aviazione Civile (ICAO).
David Carlson, il comandante della Sides, la nave militare che affiancava il Vincennes nelle operazioni di pattugliamento del Golfo Persico, definì l'attacco all'Airbus dell'Iran Air come "il tremendo apice dell'aggressività del comandante Rogers, già mostrata quattro settimane prima dell'incidente". Questo commento si riferiva agli incidenti avvenuti il 2 giugno 1988, quando Rogers, durante le operazioni di ricerca di una nave mercantile, aveva condotto il Vincennes troppo vicino a una fregata iraniana, aveva fatto avvicinare un elicottero in perlustrazione a meno di 4 km da una motovedetta iraniana (nonostante le regole di ingaggio richiedessero una distanza minima di 6,5 km) e aveva ordinato di aprire il fuoco contro alcune piccole navi militari iraniane. In merito a quest'ultimo evento Carlson aggiunse: "Perché un incrociatore AEGIS ritenne di dover aprire il fuoco contro delle piccole navi della marina iraniana? Non fu una cosa intelligente, in quanto esse si erano mostrate inoffensive e stavano tenendo un comportamento corretto". Carlson raccontò anche che quando Rogers comunicò al comando militare che stava per sparare contro l'aereo ne rimase sorpreso tanto da dire agli ufficiali vicino a lui "Perché? Cosa diavolo sta combinando?": infatti l'aereo stava chiaramente salendo di quota e aveva già raggiunto i 7.000 metri, tuttavia pensò che forse il Vincennes avesse maggiori informazioni, ma non immaginò che invece Rogers aveva erroneamente valutato la traiettoria dell'aereo.

## Comunicazioni radio
Durante il volo l'Airbus, utilizzando le normali frequenze riservate all'aviazione civile, era sempre rimasto in contatto radio con i diversi servizi di controllo del traffico aereo e aveva effettuato una comunicazione in inglese con Bandar Abbas Approach pochi secondi prima che il Vincennes lanciasse i missili. Secondo l'indagine condotta dalla US Navy, il Vincennes non disponeva di attrezzature idonee per monitorare le frequenze civili ma era in grado di sorvegliare solamente la frequenza internazionale di soccorso aereo. Successivamente le navi da guerra della Marina degli Stati Uniti operanti nel Golfo Persico furono dotate di radio VHF e furono autorizzate ad accedere alle informazioni riguardanti i piani di volo degli aerei di linea.
Il rapporto ufficiale ICAO stabilì che il Vincennes tentò per dieci volte di entrare in comunicazione con il volo 655, sette volte su frequenze militari e tre su frequenze commerciali, ma siccome queste chiamate erano rivolte a un "velivolo iraniano non identificato in avvicinamento alla velocità di 350 nodi" (la velocità al suolo rilevata dal radar), non potevano essere comprese dai piloti dell'Airbus iraniano, in quanto sui loro strumenti essi leggevano quella che era la loro velocità equivalente, pari cioè a 300 nodi, la qual cosa probabilmente li portò a pensare che la comunicazione fosse diretta a un altro velivolo.
Un'ulteriore indagine internazionale concluse che l'equipaggio dell'Airbus potrebbe aver pensato che le tre chiamate effettuate dal Vincennes prima del lancio dei missili fossero dirette a un P-3 Orion iraniano che stava volando nella zona.

## Probabili concause
- L'equipaggio del Vincennes non riuscì a consultare con efficacia gli orari dei voli di linea in quanto non si sapeva con certezza con quale fuso orario fossero redatti. L'aeroporto di Bandar Abbas, dal quale decollò l'aereo, era situato in una zona di fuso orario differente da quello del Vincennes, che utilizzava per le operazioni il fuso orario del Bahrain. Secondo quanto dichiarato dal sergente Andrew Anderson, il primo ad aver scorto l'Airbus iraniano sui radar, "il Centro di Comando era buio e le poche luci a disposizione tremolavano ogni volta che il Vincennes sparava contro le navi iraniane". Probabilmente fu questo il motivo per cui il volo 655 non fu trovato nella lista dei voli di linea in possesso della US Navy.[34]
- Un P-3 Orion iraniano aveva sorvolato la zona qualche minuto prima dell'attacco.[24] Questa potrebbe essere una spiegazione del perché non furono rilevate tracce radar del volo 655,[35] anche se in alcuni rapporti si legge che l'Airbus fu rilevato dal radar del Vincennes già dopo il decollo, quando si trovava ancora a una distanza di 47 miglia (76 km).[4]
- L'equipaggio del Vincennes operante nel Centro di Controllo dichiarò che la traiettoria dell'aereo era ascendente e discendente allo stesso tempo. Sembra che questo sia accaduto perché la traccia radar originale dell'Airbus, la numero 4474, era stata sostituita dalla traccia del Sides, la numero 4131, e il computer le identificò come una e unica. Poco dopo, la traccia 4474 fu riassegnata a un A-6 Intruder statunitense che a diverse centinaia di miglia di distanza stava scendendo di quota. A quanto pare non tutto l'equipaggio presente nel Centro di Controllo si rese conto che il numero della traccia venne modificato dai loro computer.
- C'è chi sostiene che il Vincennes fosse impegnato in un'operazione che utilizzava una nave da carico come esca per attirare un cannoniere iraniano in un combattimento; tuttavia tali affermazioni furono smentite dall'ammiraglio Fogarty in un'udienza davanti alla Sottocommissione di investigazione per le Forze Armate tenutasi il 21 luglio 1992. Venne inoltre escluso che il Vincennes fosse stato chiamato in soccorso da una nave mercantile che era stata attaccata da un cannoniere iraniano, ma fu piuttosto la nave iraniana a essere attaccata dagli elicotteri all'interno delle proprie acque territoriali.[36] Le vere ragioni per le quali il Vincennes intraprese un conflitto a fuoco con la nave iraniana non sono mai state chiarite.

## Riconoscimenti
Tutti i membri dell'equipaggio del Vincennes furono decorati con il Combat Action Ribbon per la loro missione nel Golfo Persico. Lustig, il coordinatore per la guerra aerea, ricevette la Navy Commendation Medal, di solito consegnata per atti di eroismo o di servizio meritorio. Secondo History Channel, la medaglia fu assegnata per la capacità di "completare rapidamente e con precisione la procedura di tiro"; tuttavia, nel 1990, il Washington Post affermò che il riconoscimento riguardava l'intera missione, durata in tutto quattro anni. Nel 1990 Rogers fu insignito della Legion of Merit "per la condotta eccezionalmente meritoria nell'esecuzione del suo servizio di ufficiale comandante… dall'aprile 1987 al maggio 1989." Il premio gli fu assegnato per il suo servizio come Ufficiale Comandante del Vincennes ma la citazione non fa menzione dell'abbattimento del volo 655. La Legion of Merit è spesso assegnata ad ufficiali di alto rango dopo il completamento di incarichi particolarmente difficili e/o per l'ultima missione eseguita prima del pensionamento.

## Conseguenze
Il governo degli Stati Uniti espresse rammarico per la perdita di vite umane, ma non ammise mai di aver commesso errori né si assunse alcuna responsabilità e non presentò mai scuse ufficiali al governo iraniano.
Nel febbraio del 1996 gli Stati Uniti accettarono di pagare all'Iran 131,8 milioni di dollari per risolvere il contenzioso intrapreso dal governo iraniano presso la Corte internazionale di giustizia; 61,8 milioni di dollari furono devoluti a titolo di risarcimento per i 248 iraniani rimasti uccisi (300.000 dollari per ogni vittima lavoratrice, 150.000 dollari per le altre), mentre non fu rivelato come furono ripartiti i rimanenti 70 milioni. Un ulteriore risarcimento fu versato per le 38 vittime non iraniane. Il pagamento dell'indennizzo è stato esplicitamente considerato dagli Stati Uniti su base ex gratia, cioè a titolo di favore, senza quindi nessun'assunzione di responsabilità.
L'incidente rese difficili le relazioni USA-Iran per molti anni. Dopo l'attentato al volo Pan Am 103, avvenuta sei mesi dopo, i governi britannico e americano accusarono inizialmente il Fronte Popolare per la Liberazione della Palestina - Comando Generale, un gruppo militare palestinese sostenuto dalla Siria e dall'Iran, di aver agito in rappresaglia per il volo Iran Air 655. In seguito fu determinato che i mandanti furono i servizi segreti libici, anche se poi tale accusa non si è mai rivelata fondata.

### Attentato all'auto della famiglia Rogers
Il 10 marzo 1989, nove mesi dopo l'abbattimento del volo Iran Air 655, la moglie del comandante Rogers rischiò la vita quando esplose una bomba a tubo messa sotto l'auto che stava guidando. L'auto era intestata a William Rogers III e molte persone sospettarono che si potesse trattare di un attentato terroristico. Cinque mesi dopo, l'Associated Press riferì che più probabilmente si era trattato di una vendetta personale contro il comandante Rogers e che il Federal Bureau of Investigation aveva escluso la matrice terroristica. In quegli anni le esplosioni dovute a bombe a tubo erano un evento comune (oltre 200 ogni anno) nella contea di San Diego, in quanto questo tipo di bomba era facilmente realizzabile anche in ambito non militare. A partire dal 2007 l'attentato all'auto di Rogers è divenuto un caso irrisolto nonostante un ampio dispiegamento di forze che ha visto coinvolti fino a 300 tra agenti di polizia e dell'FBI.

## Il volo Iran Air 655 nei media
L'incidente del volo 655 della Iran Air è stato analizzato nell'episodio Un tragico equivoco della terza stagione del documentario Indagini ad alta quota trasmesso da National Geographic Channel.